# Vernação

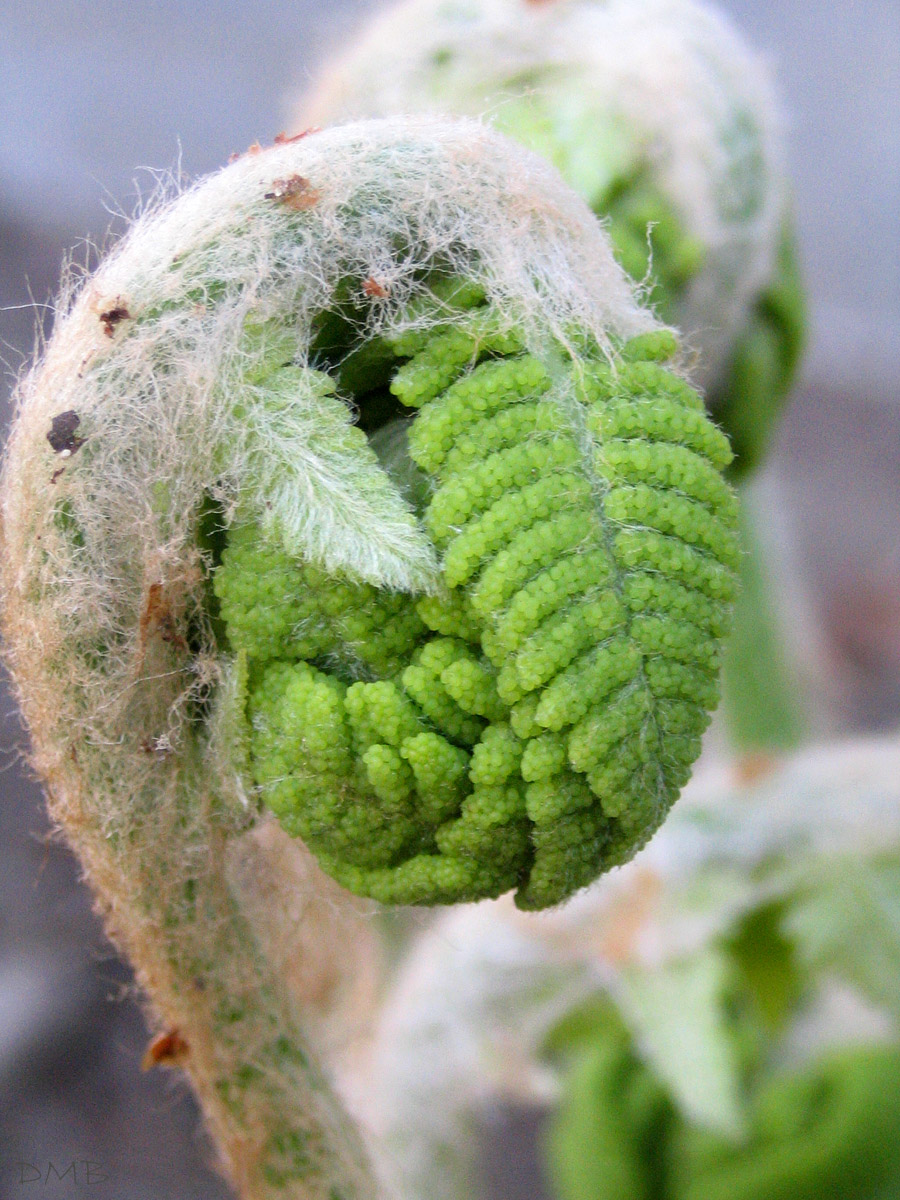
Este feto está a produzir uma nova fronde por vernação circinada.

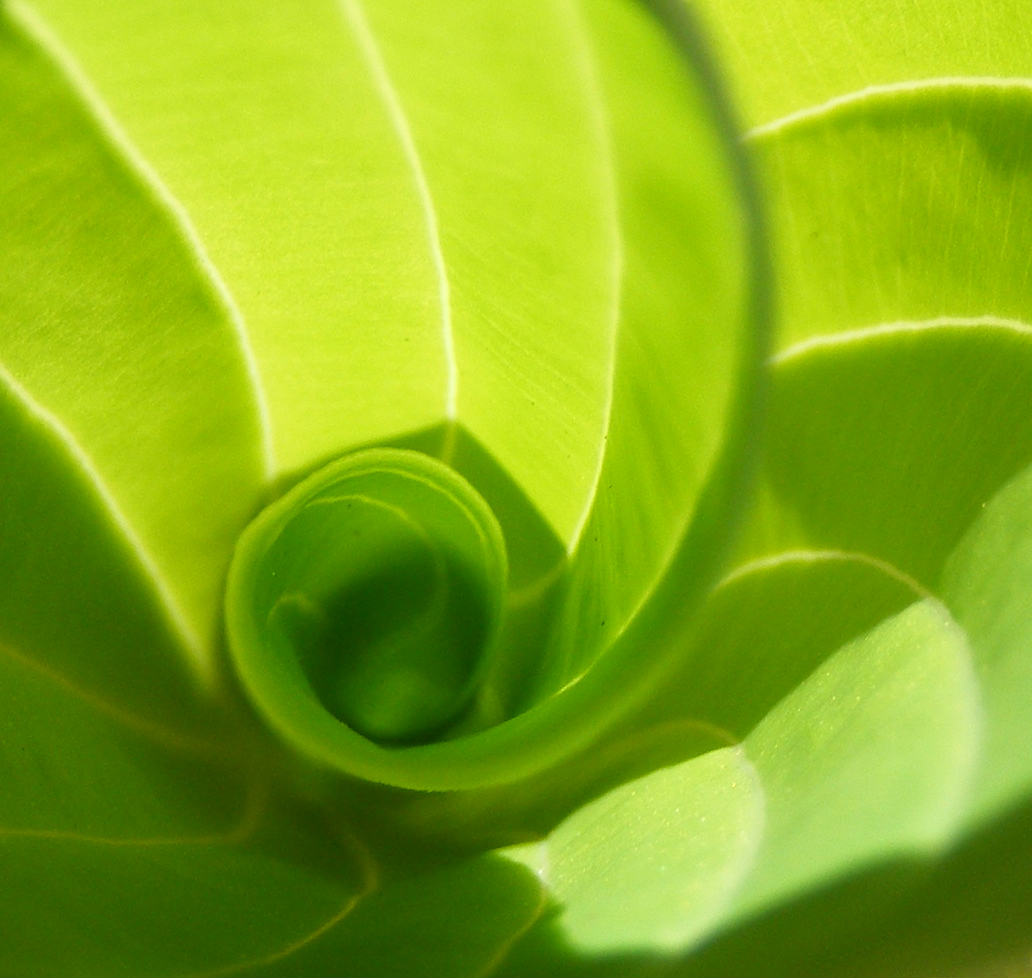
Esta folha de hosta é produzida por vernação convoluta.

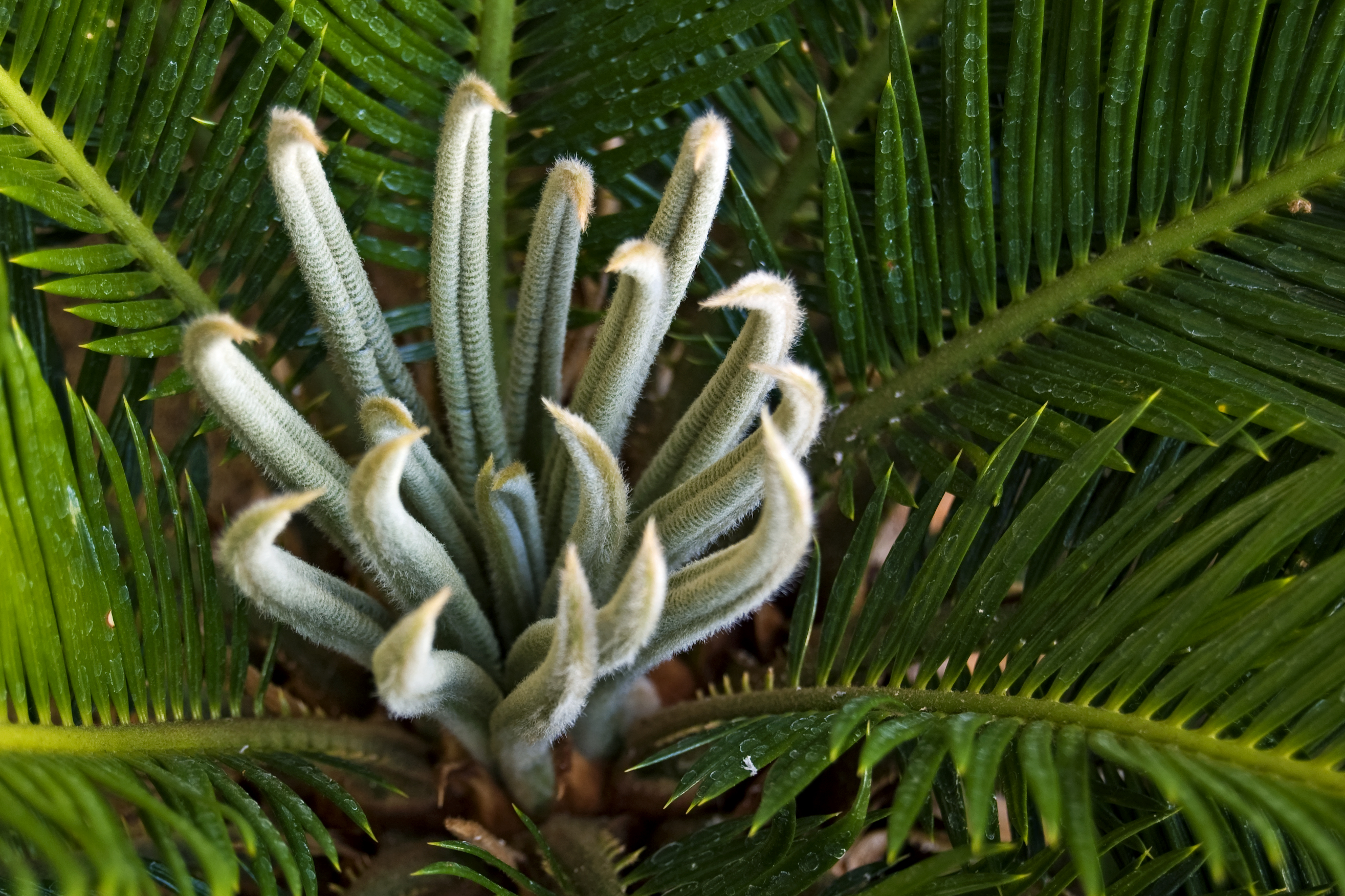
Estas folhas de cicadácea são produzidas por vernação involuta.

Vernação, ou menos frequentemente folheação, é a designação dada em anatomia vegetal à formação de novas folhas ou frondes é a disposição dessas novas folhas ou frondes no botão. Para além de designar o processo que leva a planta a se revestir de folhas, també designa a época do aparecimento das folhas.

## Conceito
Em botânica chama-se vernação à disposição dos primórdios foliares no interior do gomo, ou seja à forma como as folhas das plantas se desenvolvem na gema foliar, antes de se produzir a abertura da misma e o desenvolvimento foliar completo. Nessa aceção o termo é o mesmo que pré-foliação. O mesmo termo usa-se para indicar a época em que as plantas perenes com folhas decíduas desenvolvem as suas folhas, geralmente na primavera.
Na análise da vernbação, pode-se considerar a posição de cada primórdio separadamente (ptixis) ou a disposição relativa dos diferentes primórdios de um mesmo ciclo (vernação propriamente dita). A mesma terminologia aplica-se à disposição dos primórdios do perianto da flor, que, em última análise, são também estruturas foliares modificadas (antófilas). Neste caso, fala-se de pré-floração ou estivação.
O termo vernação é emprestado do neolatim vernatio, o ato de ser verdejante ou florescente (vernare). O termo é cognato com ver (latim para "primavera") e vernalis ("vernal").

## Tipos de vernação
Nas espermatófitas, as folhas desenvolvem-se a toda a volta, por diferenciação intercalar, mas nas pteridófitas, como os fetos ou samambaias, as folhas desenvolvem-se a partir de um meristema apical, desenrolando-se à medida que a folha cresce, num processo que é conhecido por «vernação circinada».
Nas espécies de pinheiro, as folhas novas são curtas e envoltas numa bainha. Cada feixe de folhas é composto por 2 a 5 agulhas. Todas as folhas de uma secção do ramo crescem em comprimento em conjunto. Nas espécies de couve, as folhas novas são dobradas, cada uma coberta pela folha anterior (dando origem aos repolhos). Os principais tipos de vernação são os seguintes:
- Vernação conduplicada — O primórdio está dobrado ao longo da sua nervura mediana. Este é o tipo mais comum de vernação;
- Vernação convoluta — O processo de vernação convoluta consiste no enrolamento de uma margem da lâmina foliar sobre a outra. Este mecanismo de dobragem faz com que a folha emergente se pareça com um tubo. O primórdio foliar enrola longitudinalmente como um tubo, com um bordo sobreposto ao outro (trata-se de um caso de imbricação). Este tipo de vernação é típico das folhas das gramíneas;
- Vernação involuta — Na vernação involuta ambas as margens de lados opostos da folha são enroladas em direção à superfície superior (axial) da folha, formando dois tubos que podem encontrar-se na nervura mediana da folha. O primórdio permanece plano, mas os bordos são curvos, curvando-se longitudinalmente, em maior ou menor grau, para a parte superior. Ocorre, por exemplo, nas folhas de Populus e de Viola. Este tipo de vernação é o oposto da vernação revoluta;
- Vernação revoluta — A vernação involuta é o oposto da vernação involuta: as margens da folha são enroladas em direção à superfície inferior (abaxial) da folha. O primórdio foliar permanece plano, mas os seus bordos são curvos, enrolando-se longitudinalmente, em maior ou menor grau, em direção à face inferior. Ocorre, por exemplo, no loendro (Nerium), entre outros géneros. Este tipo de vernação é o oposto da vernação involuta;
- Vernação circinada — É a forma pela qual a maioria das frondes das pteridófitas emerge. Quando a fronde é formada, a estrutura está firmemente enrolada de modo que a ponta de crescimento tenro da fronde (e cada subdivisão da fronde) é protegida dentro de uma estrutura enrolada sobre si própria. Nesta fase, é designada por báculo (em alusão ao cajado do pastor,) ou cabeça de violino, em inglês: fiddlehead (em alusão à voluta no topo de um violino). À medida que as partes inferiores da fronde se expandem e endurecem, começam a fotossintetizar, apoiando o crescimento e a expansão da fronde. Ao fotossintetizar, a fronde aumenta a quantidade de soluto dentro da fronde, o que diminui o gradiente interno de água e facilita um aumento de volume que força o desenrolamento. No caso de muitas frondes, tricomas longos ou escamas fornecem proteção adicional às pontas de crescimento antes de completamente desenroladas. A vernação circular também pode ser observada na extensão dos folíolos nas folhas compostas das cicadáceas (Cycadidae).[8] A vernação circinada é também típica da família de plantas carnívoras Droseraceae,[9] por exemplo em Drosera filiformis. Este tipo de vernação é também observada nos géneros relacionados Drosophyllum e Triphyophyllum, e no muito mais distantemente relacionado Byblis. No entanto, nestes três géneros, as folhas são enroladas para fora em direção à superfície abaxial da folha (vernação circinada inversa), o que parece ser exclusivo destes três géneros entre as angiospérmicas.[10][11]

Para além dos tipos principais de vernação atrás apontados, ainda se distinguem os seguintes:
- Vernação corrugada — O primórdio apresenta dobras irregulares, em todas as direcções. É caraterístico das pétalas de Papaver e Cistus, entre outros géneros;
- Vernação plana — O primórdio não apresenta dobras ou curvaturas;
- Vernação plissada — O primórdio dobra-se ao longo de todos os nervos principais, como um leque fechado;
- Vernação reclinada — O primórdio é dobrado transversalmente, de modo que o ápice se aproxima ou toca a base. Pouco frequente, é conhecido nas folhas de Aconitum e Liriodendron;
- Vernação supervoluta — O primórdio é convoluto, mas a imbricação é fortemente espiralada.

A vernação também pode ser classificada em função da disposição espacial relativa dos primórdios foliares:
- Vernação aberta — As extremidades dos primórdios não se tocam;
- Vernação valvar — Os bordos dos primórdios são contíguos sem se sobreporem; normalmente os primórdios são planos, mas o termo vernação induplicada pode ser utilizado se cada primórdio for involuto ou mesmo conduplicado, ou vernação reduplicada se cada primórdio for moderadamente revoluto;
- Vernação imbricada — Os bordos dos primórdios são posicionados uns sobre os outros. Neste caso, é possível distinguir subtipos mais complexos e diferenciados:
  - Vernação coclear —  Um dos primórdios é maior e envolve completamente os outros; diz-se que é vexilar ou descendente (no caso da estivação, especialmente) se o primórdio maior for o mais adaxial ou posterior (vexillum ou estandarte), e diz-se carenal ou ascendente se o primórdio maior for o mais abaxial ou anterior (carena ou quilha);
  - Vernação contorta ou vernação retorcida — Cada primórdio tem um bordo sobreposto no bordo do seguinte e o outro bordo sobreposto no anterior, dando a impressão de estar torcido, como, por exemplo, em Convolvulus. Se visto de fora, os bordos estão sobrepostos no sentido contrário ao dos ponteiros do relógio, designa-se por vernação levocontorta, e, se no sentido dos ponteiros do relógio, por vernação dextrocontorta;
  - Vernação equitante — Os primórdios externos envolvem completamente os primórdios internos, opostos, sendo todos conduplicados;
  - Vernação imbricada — Classificação aplicado principalmente à estivação pentâmera, na qual um primórdio é totalmente externo (os seus dois bordos são sobrepostos), um é totalmente interno (os dois bordos são sobrepostos) e os outros três primórdios ficam em posições intermédias;
  - Vernação quincuncial ou vernação espiralada — Classificação aplicado principalmente à estivação pentâmera, na qual dois primórdios são totalmente externos (com os dois bordos sobrepostos), dois totalmente internos (também com os dois bordos sobrepostos) e o restante numa posição intermédia;
  - Vernação semiequitante ou vernação obvoluta — Os primórdios conduplicados envolvem apenas o semilimbo do primórdio que se segue.

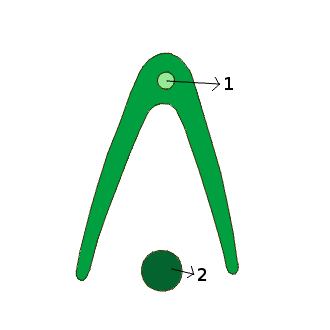
Vernação conduplicada (1:nervura mediana ; 2:caule)
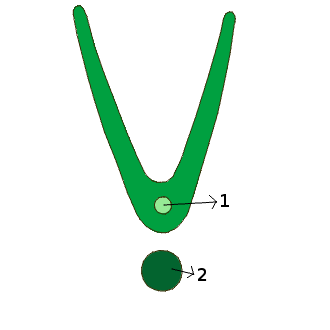
Vernação reduplicada
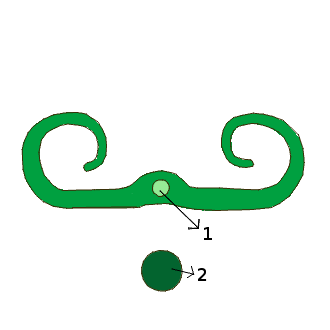
Vernação revoluta
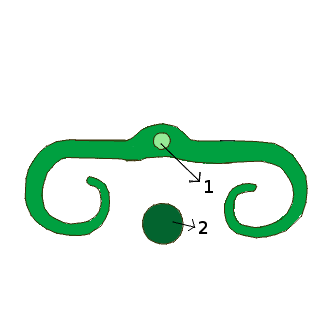
Vernação involuta
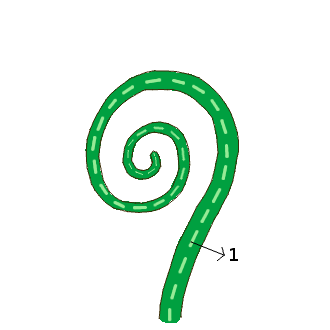
Vernação circinada
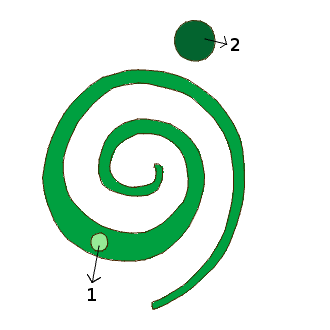
Vernação convoluta
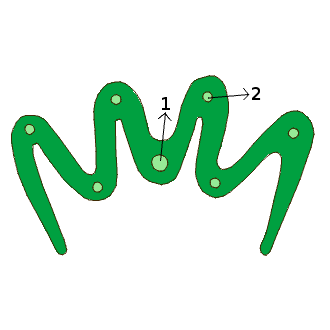
Vernação plissada

## Galeria

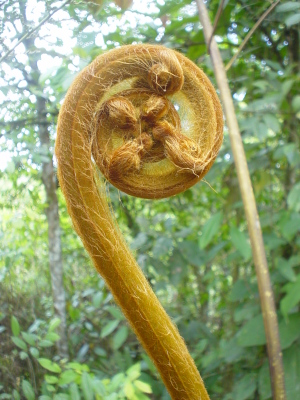
Vernação circinada de um feto verdadeiro.
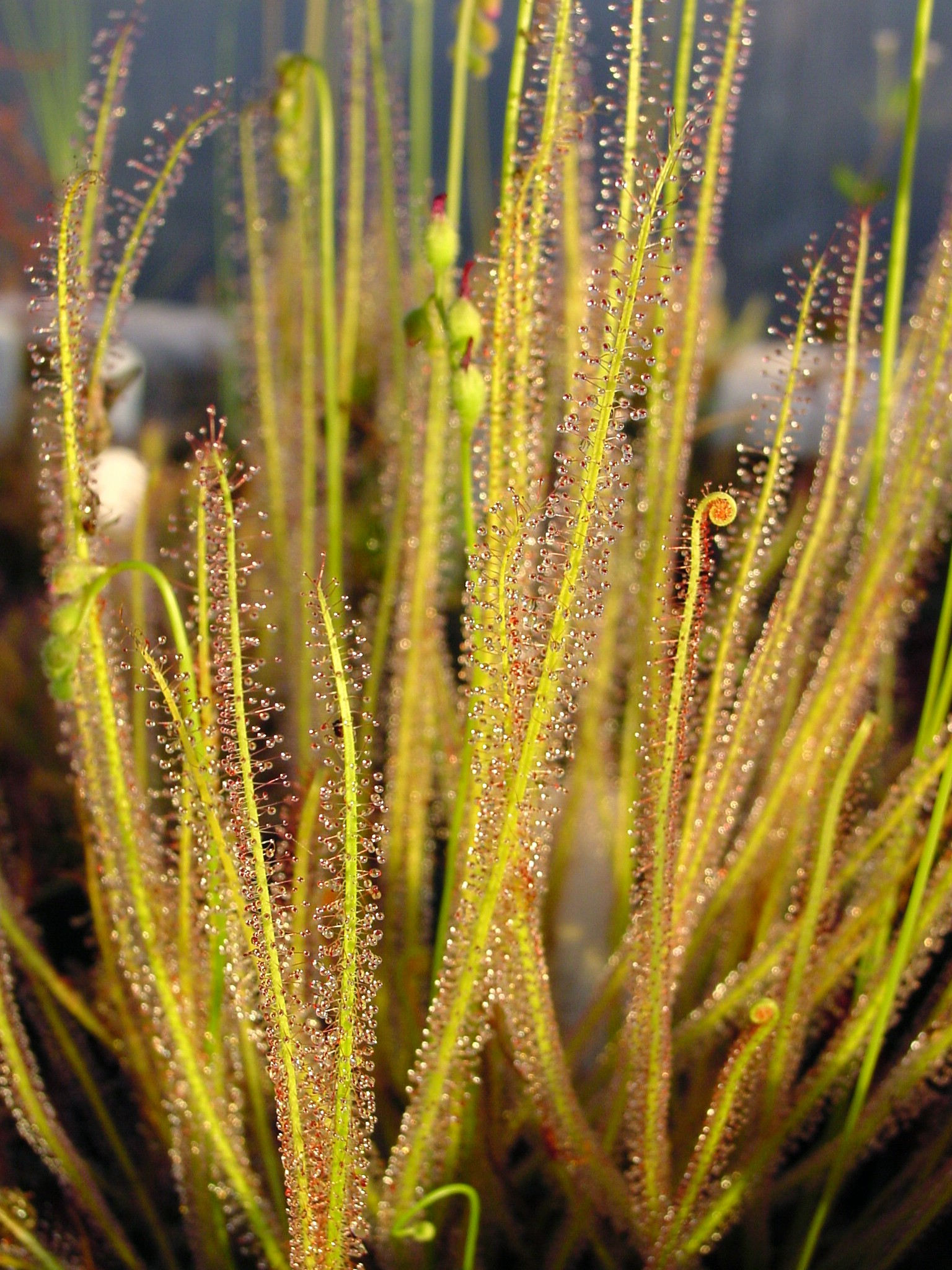
Vernação circinada em Drosera filiformis.
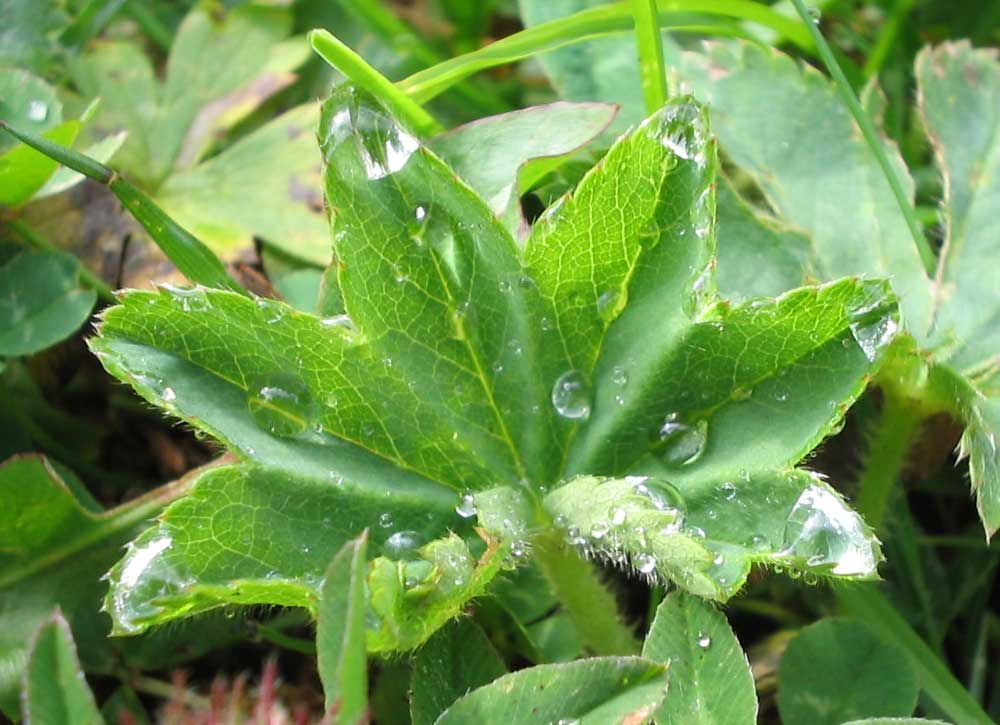
No caso da Alchemilla vulgaris a posição do botão plicado ainda é reconhecível na folha desdobrada.
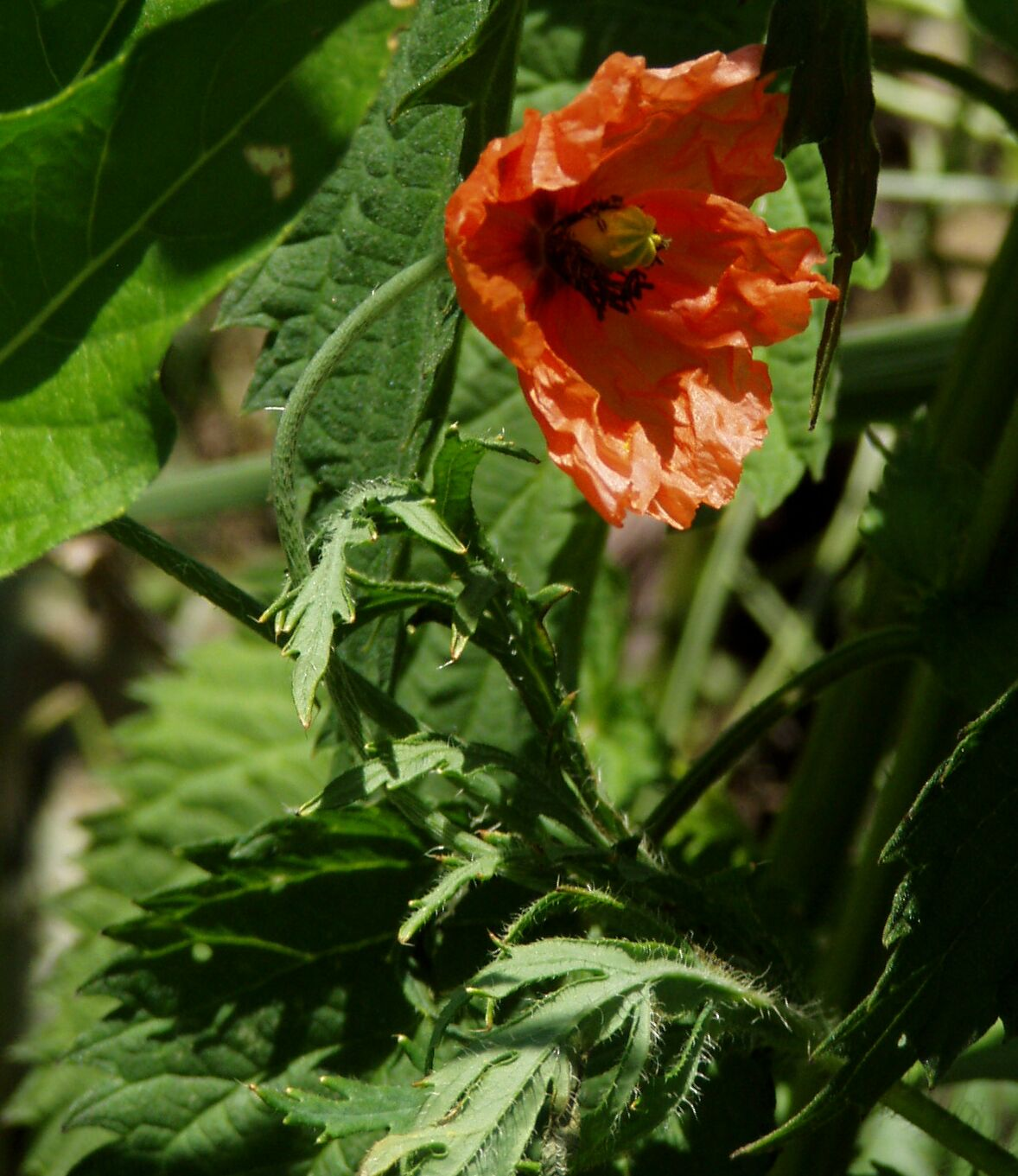
Papaver dubium com botões enrugados.